# Estación Lota
Lota era una estación de tren de Chile ubicada en la comuna homónima que formaba parte del subramal Concepción-Curanilahue. 

## Historia
Construida en 1888, formó parte de Ferrocarril Particular a Curanilahue, que pasó a manos de los Ferrocarriles del Estado en la década de 1950. 
Luego del fin del servicio de pasajeros en algún momento de la década de 1970-1980, las instalaciones del edificio principal de la estación fueron reutilizadas como vivienda del Jefe de Estación y su familia, y años más tarde, como la Casa de la Juventud de Lota y oficinas municipales.
El 26 de marzo de 2010 un incendio consumió el edificio principal de la estación y estructuras anexas, sobreviviendo solamente una parte de una bodega.
Actualmente solo operan servicios de carga. En el sitio eriazo donde se levantaba aún se conserva una locomotora a vapor.

### Futuro
En 2016 se desarrolló un estudio de pre-factibilidad para la extensión del servicio hasta Lota. Ya para junio de 2018 se terminó el estudio de la factibilidad, obteniéndose un resultado aprobatorio. El entonces subsecretario de Transporte señaló que el estudio considera la extensión de la línea en 10 km y adición de estaciones en Playa Blanca y otra en Lota tienen una alta factibilidad en rentabilidad social.
El 10 de enero de 2023, el gobierno confirmó que estaba preparando la postulación del proyecto de extensión de la Línea 2 a Lota a la etapa de diseño durante 2023 y el posterior ingreso al Sistema de Evaluación Ambiental. En este mismo año se señaló que la extensión contaría con cinco nuevas estaciones: Coronel Sur, Playa Blanca, Cousiño, Chiflón y Lota. Playa Blanca seguiría en estudios.
El 1 de septiembre de 2024, EFE publicó el llamado a licitación para contratar el desarrollo de la ingeniería de Detalle y la realización del Estudio de Impacto Ambiental para la ampliación del servicio a Lota. El presidente Eric Martin señaló que se está abordando el tema de que la conexión Coronel-Lota presenta más dificultades porque hay túneles, obras de infraestructura y viviendas demasiado cerca de la línea ferroviaria existente, además de que se mantenía el compromiso de que el servicio llegue a Lota en 2029.

## Infraestructura
La construcción en sí, consideraba un hall central por el cual se ingresaba al andén, luego de pasar por la boletería. Al sur de este hall de paso, se encontraba la boletería y la oficina del Jefe de Estación. El ala norte del edificio, albergaba la vivienda del Jefe de Estación, y se componía de 3 amplios dormitorios en torno a una chimenea central, con hogar en estos 3 recintos, y un cuarto hogar de la chimenea, calefaccionaba el estar de la vivienda. Además contenía un comedor, que se extendía hacia un comedor diario, recintos que enfrentaban la vía férrea hacia el poniente. Un cuarto dormitorio junto al acceso y salida al patio, separado de la cocina por un pasillo. Y al centro el baño principal, sobre el cual se ubicaba una bodega o despensa, a la que se accedía desde la cocina. El patio de la vivienda enfrentaba el andén y vía férrea.[cita requerida]